# Yogomo
Yogomo (chinesisch Yujie) ist eine chinesische Fahrzeugmarke aus der Provinz Hebei, die hauptsächlich für kleinere, batterieelektrische Fahrzeuge, Low Speed Electric Vehicles (LSEV), bekannt ist. Auf dem Markt dieser Fahrzeuge hatte sie größere Bedeutung. Mehrere in der Yogomo-Gruppe verbundene Unternehmen sind die Hersteller.

## Beschreibung
Hebei Yogomo Special Purpose Vehicle Manufacturing wurde im April 2008 gegründet. Davon abweichend sind auch die Schreibweisen Yogomo(Hebei)Motors, Yogomo (Hebei) Motors und Hebei Yogomo Special Vehicle Manufacturing überliefert. Zhang Liping war der Gründer. Dieses Unternehmen fertigt Kühlaufbauten für Lieferwagen und LKW. Yogomo hatte drei Produktionsstandorte.

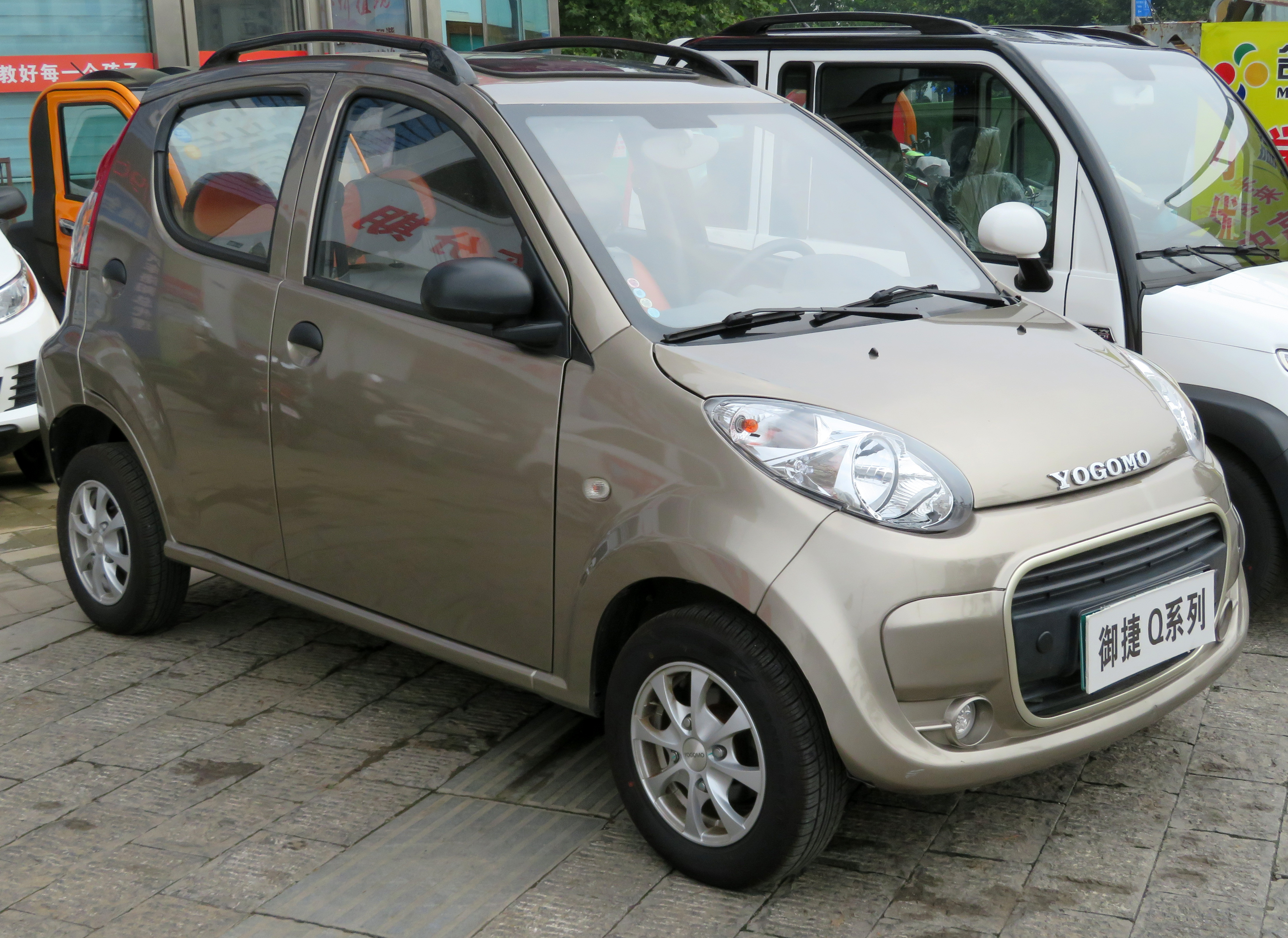
Das LSEV Yogomo MA4E

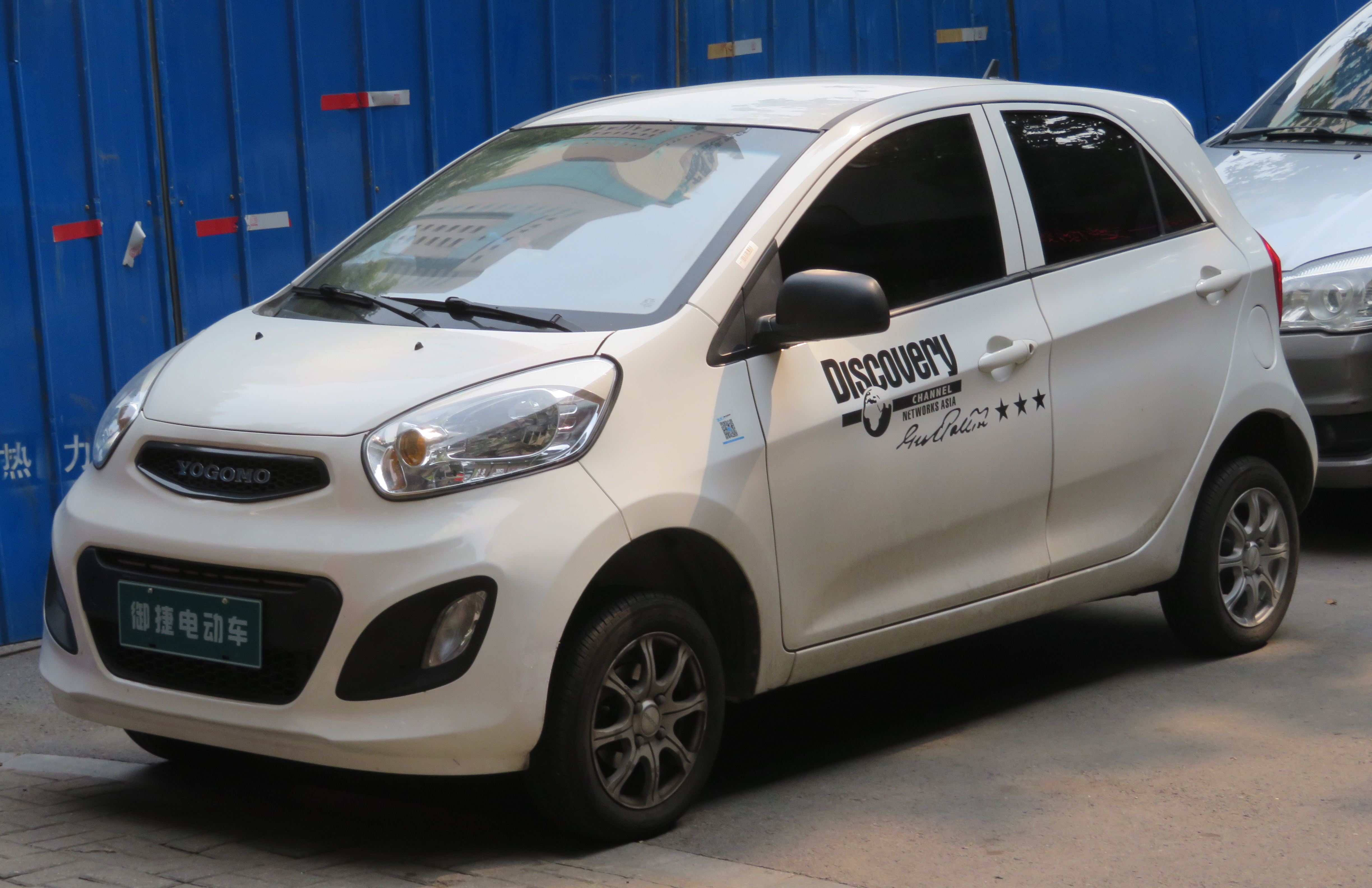
Yogomo 330 im Einsatz eines Fernsehsenders

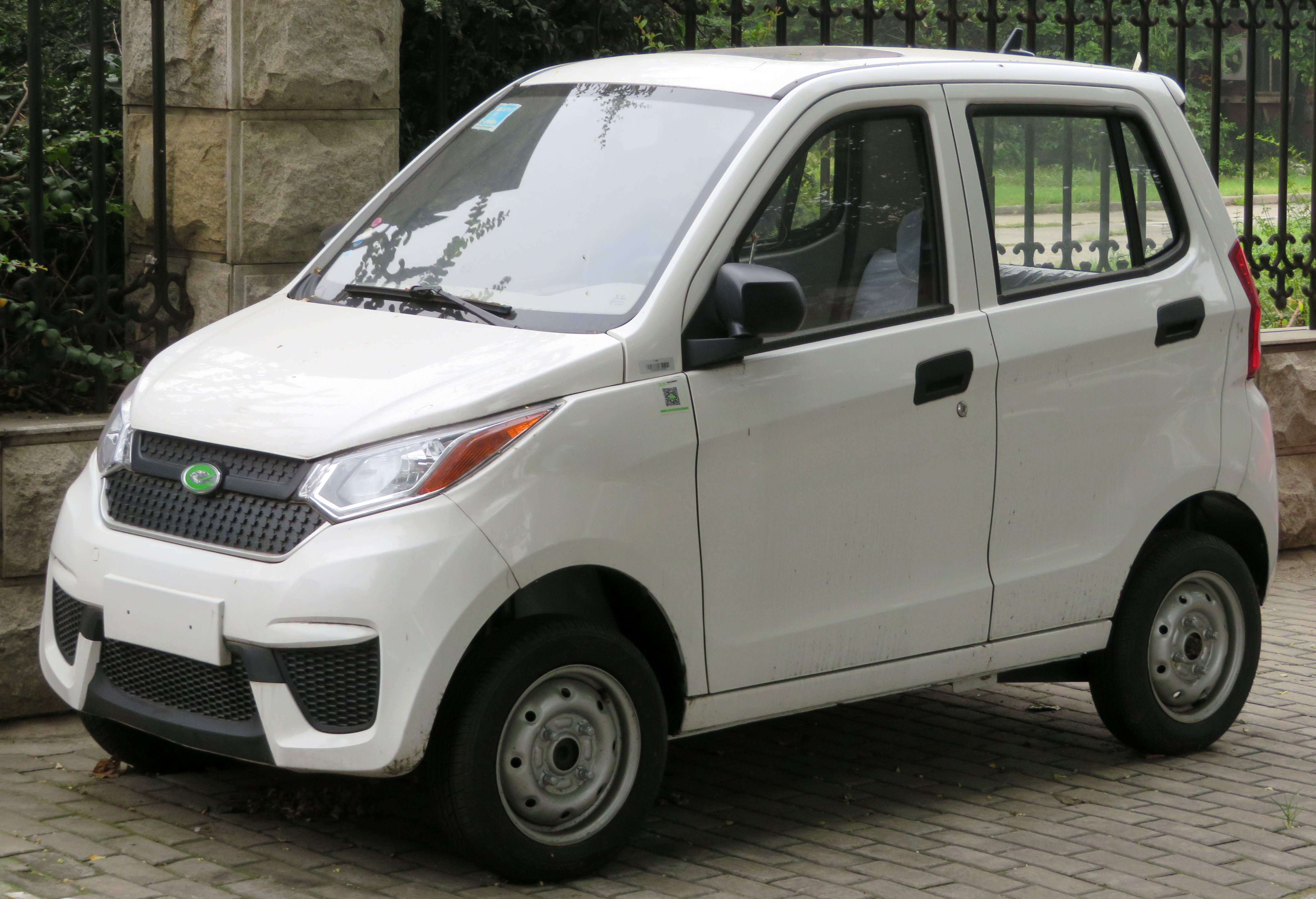
Lewei V2, etwa 2016

Für den Pkw-Bau gab es die Hebei Yujie Vehicle Industry, 2018 umbenannt in Lingtu Automobile. Etwa ab 2011 wurde unter dem Namen Yogomo der MA4E angeboten, der besonders am Heck dem Citroën C1 ähnelte; sein Elektromotor arbeitet mit einer Spannung von 72 V. Die Front des S325 ähnelte der des Range Rover Evoque (etwa 2014). 2015 wurde der dem viertürigen Kia Picanto außen sehr ähnliche Yogomo 330 eingeführt; er war jedoch anders als der Picanto mit einem Elektromotor ausgestattet, die Höchstgeschwindigkeit beträgt 60 km/h. In dem Marktsegment der LSEV stand Yogomo 2018 mit einem Anteil von etwas mehr als 11 Prozent (nach Levdeo mit mehr als 21 Prozent) auf Platz zwei.
Darüber hinaus wurden unter der Marke Yogomo die Dreiräder YJ150 bis YJ600 mit Verbrennungsmotoren angeboten. Hersteller war laut einer Quelle Yogomo Motorcycle.
Zu Yogomo gehörten auch die Marken Cyahor, YGM (Lieferfahrzeuge) und Lewei oder La Vie. 2016 investierte Yogomo am Technologie-Park in Wuxi („Wuxi-Projekt“) für eine neue Produktion von 150.000 Fahrzeugen pro Jahr.
Weitere Firmen der Yogomo-Gruppe waren Hebei Yogomo Motors und Yogomo Automobile Manufacturing, sofern es sich dabei nicht um Hebei Yogomo Vehicle Industry handelt, und Yogomo Times Automotive, die allesamt im Annual Report von Great Wall Motor 2017 genannt wurden.
2018 ging das Unternehmen ein Joint Venture mit Great Wall Motor unter der Bezeichnung Link Tour Holdings und der Marke Link Tour ein. Great Wall hatte 2017 einen Anteil von 25 Prozent an Yogomo erworben. Laut Liping war Ziel, mit neuem Image bis 2020 führender Anbieter elektrischer Kleinwagen zu werden. 2018 war das Ende von vollwertigen Pkw der Marke Yogomo, zumindest oberhalb der LSEV-Fahrzeuge. Link Tour wurde ein Fiasko. Die Produktion wurde schnell wieder eingestellt, Great Wall Motor veräußerte 2020 seine Anteile und 2021 wurde das Gemeinschaftsunternehmen aufgelöst. Es waren schwere Zeiten für die Unternehmen und die Marke. Bis 2021 werden insgesamt 400.000 verkaufte Yogomo-Fahrzeuge genannt.
Seitdem sind nur noch Kühlaufbauten für Fahrzeuge unter dem Markennamen Yogomo bekannt. Für Kraftfahrzeuge wählte Lingtu Automobile die Markennamen Pocco (2021 bis 2022) und erneut Link Tour zunächst ab 2023 für Ankündigungen und seit November 2024 für die Vermarktung in China.